# 費特勒島

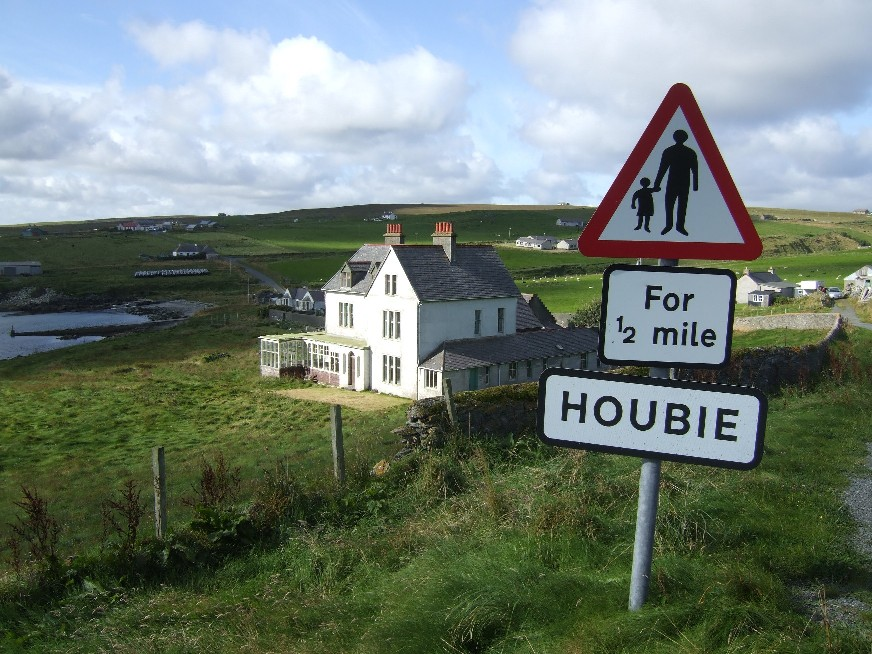

費特勒島是蘇格蘭的島嶼，位於北海海域，屬於昔德蘭群島的一部分，面積40.78平方公里，最高點海拔高度158米，該島北部是雀島保護區，2001年人口86。

## 外部連結
- Fetlar community website （页面存档备份，存于）

60°37′N 0°52′W / 60.617°N 0.867°W